# 周定王
周定王（？—前586年），姓姬，名瑜，中国東周第9代天子，前606年—前586年在位，周定王是匡王之弟。定王在位21年而卒，子夷立，為簡王。
在位期间执政为王孫蘇、召桓公、劉康公、毛伯衛、單襄公。

## 问鼎
楚莊王为稱霸天下，不斷北侵並打敗了晋国、齐国、宋国、郑国、陈国、蔡国等國，在定王元年征伐陆浑之戎，進軍到周京雒邑的南郊，向周王耀武示威。定王不敢責問楚莊王，便派王孫滿去慰勞楚軍，楚莊王詢問周朝鎮國之寶的九鼎大小輕重，欲逼周取天下。後王孫滿以婉辭說服了楚莊王，使楚不敢輕舉妄動去取代周朝，便撤兵回國。

## 文內注釋
1. ↑  春秋穀梁傳 成公五年冬十一月己酉（前586年10月17日），天王崩。